# Jean-Charles de Borda
Jean-Charles de Borda, detto Chevalier de Borda (Dax, 4 maggio 1733 – Parigi, 19 febbraio 1799), è stato un militare, matematico, fisico, ammiraglio e metrologo francese.

## Biografia
Ufficiale prima del genio militare e poi della cavalleria leggera, compì importanti studi di balistica e di idrodinamica, tanto da essere ammesso nel 1756 all'Accademia francese delle scienze. All'età di trentaquattro anni entrò nella marina militare, dove si occupò soprattutto del problema della determinazione del punto nave, affrontando vari problemi di geodetica, sostituendo il metodo della navigazione celeste a quello del magnetismo terrestre. Partecipò a varie spedizioni scientifiche, fra cui quella di testare gli orologi per la navigazione sulla fregata Flore. Ideò il cerchio a riflessione e fu incaricato della misura di un arco di meridiano. Usò per primo il pendolo per misurare con precisione la forza di gravità.
Borda risulta anche noto ai più per essere l'inventore del metodo di votazione definito proprio come Votazione di Borda (Metodo Borda), attualmente utilizzato in svariati ambiti.

## Opere
- (FR)  Rapport sur le choix d'une unité de mesure: lu à l'Académie des sciences le 19 mars 1791 (red. da Borda, Joseph-Louis Lagrange, Pierre-Simon Laplace...)
- (FR) Mémoire présenté à la Convention nationale, au nom de l'Académie des sciences, par le citoyen Borda, l'un des commissaires nommés pour les poids et mesures: le 25 novembre 1792, l'an premier de la République. suivi de la Réponse du président / impr. par ordre de la Convention nationale, su gallica.bnf.fr.
- (FR)  Sur l'uniformité et le système général des poids et mesures: rapport et projet de décret présentés à la Convention nationale, au nom du comité d'instruction publique par le citoyen Arbogast. Rapport fait à l'académie des sciences par les citoyens Borda, Joseph-Louis Lagrange et Gaspard Monge  (1793)